# Mario Muchnik
Mario Muchnik (21. června 1931 Ramos Mejía, La Matanza, Buenos Aires, Argentina – 27. března 2022 Madrid) byl argentinský redaktor, překladatel, spisovatel, fyzik a fotograf.

## Životopis
Jeho prarodiče, ruského a aškenázského židovského původu, emigrovali z Ruska do Argentiny. Jeho otec Jacobo Muchnik (1907–1995) byl úspěšný v reklamě i jako nakladatel – založil nakladatelství Jacobo Muchnik, později přejmenované na Fabril Editora a spolu s Víctorem a Joan Seixovými i nakladatelství Difusora Internacional (DISA). Již od útlého věku se setkával s významnými autory jako například Jorge Luis Borges, Ernesto Sabato a Rafael Alberti.
Narodil se v Ramos Mejía a vystudoval na univerzitě Ward, stejně jako spisovatel Manuel Puig. Na konci 40. let jeho rodina emigrovala do New Yorku, kde Mario vystudoval fyzikální vědy na Kolumbijské univerzitě (1953). Později získal doktorát. na Università degli Studi v Římě (1957) a podílel se na objevu antičástice sigma +. V Římě také v šedesátých letech vyučoval na Ústavu jaderné fyziky ; v roce 1961 se seznámil se svou ženou, francouzskou novinářkou a malířkou Nicolou Muchnik. V roce 1966 opustil fyziku, aby se mohl věnovat fotografii;  dále se v roce 1967 stal šéfredaktorem audiovizuální společnosti v Londýně. Účastnil se francouzských květnových nepokojů v roce 1968, o kterých zanechal svědectví vydáním knihy fotografií na toto téma.
V roce 1973 se svým otcem Jacobem Muchnikem založil Editores,  který v současnosti (2020) nese jméno El Alep. Zároveň od roku 1968 řídil v Paříži literární sbírky pro nakladatele Roberta Laffonta. V roce 1978 se definitivně přestěhoval do Španělska, do Barcelony. Do Argentiny se nevrátil, protože jeho bratranec byl mučen a deportován diktaturou Videla. První knihou, kterou redigoval v Muchnik Editores, byla básnická sbírka Y otros poemas Jorga Guilléna, vytištěné v Mexiku a distribuované ve Španělsku. V letech 1982 až 1983 byl literárním ředitelem Ariel-Seix Barral a do roku 2012 viceprezidentem Difusora Internacional.  Léta pracoval v nakladatelství Anaya a v letech 1991 až 1997 vytvořil imprint Anaya-Mario Muchnik pro vydávání zahraničních a současných narativních děl, nových španělských spisovatelů a historických esejů. V roce 1998 založil novou nezávislou vydavatelskou značku Taller de Mario Muchnik, která vydává šest narativních a esejistických titulů ročně.  Byl přítelem Eliase Canettiho, Prima Leviho, Julia Cortázara, Augusta Monterrosa a Montera Gleze a komplicem dalších nezávislých nakladatelů jako Carlos Barral a Giulio Einaudi. 
Cinefil a velmi oddaný židovské věci se jako spisovatel věnoval především autobiografickému žánru (vydal pět knih tohoto druhu), ale také světu střihu, rozvržení, typografie, stylových korektur. V červnu 2018 vystavoval jako fotograf v Paříži a část svého fotografického archivu odkázal Institutu Cervantes; vynikají jeho portréty Jean-Paul Sartre, Kateb Yasine, Giuseppe Ungaretti, Bulat Okudžava, André Malraux, Peter Berling, Abbie Hoffman a Dario Fo. Překládal také autory jako Arthur Miller, Ibrahim Souss, Elie Barnavi, Elías Canetti (když ještě nebyl znám), Guy Davenport, Italo Calvino, Irène Némirovsky a Susan Sontag. 

## Knihy
- 1983 – Mundo judío: crónica personal.[11]
- 1986 – Un bárbaro en París.
- 1989 – Albert Einstein.
- 1999 – Lo peor no son los autores: autobiografía editorial 1966–1997.
- 2000 – Banco de pruebas: memorias de trabajo, 1949–1999.[12]
- 2000 – Normas de estilo.
- 2000 – Editing. Arte de poner los puntos sobre las íes y difundirlas.
- 2002 – Léxico editorial: para uso de quienes todavía creen en la edición cultural.[13]
- 2003 – Editar «Guerra y paz».[14]
- 2003 – Cinco cavilaciones sobre la infancia como género literario.[15]
- 2005 – A propósito: del recuerdo a la memoria, 1931–2005.[16]
- 2006 – Nuevas normas de estilo (2.ª ed. corregida y ampliada del libro de 2000).[17]
- 2007 – El otro día: una infancia en Buenos Aires, 1931–1945.
- 2007 – Instantes robados.[18]
- 2008 – Volverte a ver: Argentina, 1971.
- 2008 – Julio Cortázar.
- 2011 – Oficio editor.[19]
- 2011 – Ernesto Sábato.
- 2014 – Ajuste de cuentos.

## Fotografická díla
Podle zdroje:
- Miguel Ángel zblízka (Barcelona: Muchnik Publishers, 1975).
- De cielo en cielo (Z nebe do nebe, Madrid: Z dílny Maria Muchnika, 2003).
- Lo peor no son los autores: las fotos (Nejhůře na tom nejsou autoři: fotografie, Madrid: Del Taller de Mario Muchnik, 2004).
- En las ciudades: fotografía urbana en los fondos de la Fundació Foto Colectania (Madrid: Generální ředitelství archivů, muzeí a knihoven, 2005).[21]
- Mayo 68: prohibido prohibir: imágenes de mayo del 68, 2008.[22]